# Ben Tatar
Ben Tatar (eigentlich Beniamino Tatarini; * 23. Januar 1930 in Pittsburgh, Pennsylvania; † 29. November 2012 in Shadyside, Pennsylvania) war ein US-amerikanischer Schauspieler.

## Leben
Tatar diente während des Koreakrieges in der US Army; die University of Pittsburgh schloss er mit einem Diplom in Englisch und Darstellung ab. Anschließend zog er nach New York City, wo er schnell beim Fernsehen erste Rollen fand. Eine intensive künstlerische Zusammenarbeit erfolgte mit Komiker Jackie Gleason, als dessen persönlicher Assistent er fungierte und in dessen Fernsehsendungen und Spielfilmen er Auftritte absolvierte. In den 1960er Jahren übersiedelte Tatar für einige Jahre nach Spanien (er sprach die Landessprache fließend, daneben auch Französisch, Italienisch und Deutsch) und arbeitete intensiv als Synchronregisseur verschiedener Sprachfassungen. Immer wieder sah man ihn auch in kleinen Rollen von auf der iberischen Halbinsel gedrehten Produktionen auf der Leinwand.
1981 – er lebte wieder einige Jahre in New York – ging Tatar zurück in seine Heimatstadt, wo er auf lokalen Bühnen spielte. In den letzten Jahren seines Lebens fand er eine Fortsetzung seiner Filmkarriere in mit schmalem Geldbeutel gedrehten Horrorfilmen.

## Filmografie (Auswahl)
- 1965: Ein Riß in der Welt (A Crack in the World)
- 1966: Frauen, die durch die Hölle gehen (Las siete magníficas)
- 1966: Joe Navidad
- 1967: Bang Bang Kid
- 1967: Der Kampf (The Long Duel)
- 1972: Viva Pancho Villa (El desafío de Pancho Villa)